# Салат з крабовими паличками

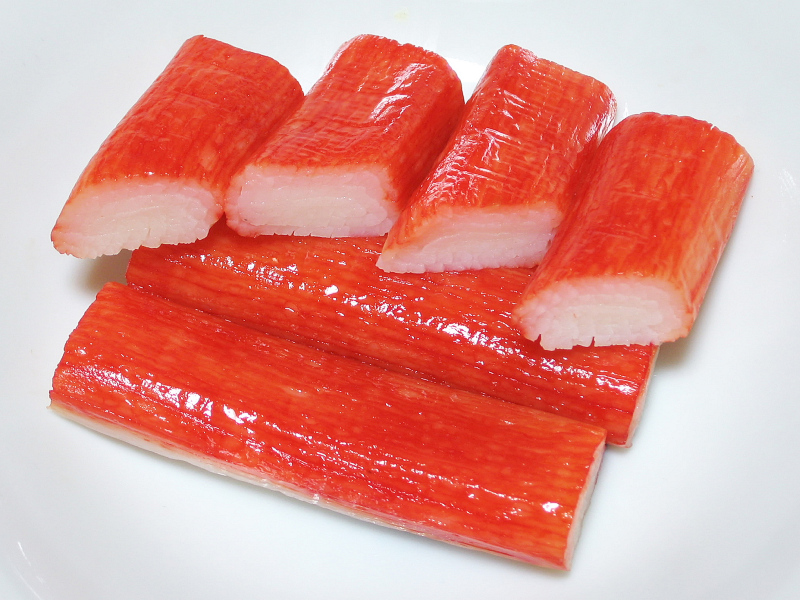
Крабові палички головний інгредієнт Салату з крабовими паличками

Салат з крабовими паличками — салат, характерний для сучасної української кухні та інших кухонь Східної Європи. Головним інгредієнтом страви виступають палички з рибного м'яса, що стилізовані під м'ясо крабів. Салат з'являється в Україні приблизно в 1990х, разом із появою у продажі в Україні «крабових паличок». Салат досить швидко став сучасним атрибутом новорічних свят в Україні. 

## Рецепт
Для приготування салату з крабовими паличками вам знадобиться: «крабові палички» масою 250 г, консервована кукурудза — банка, яйця — 3 шт, огірок — 1 шт, рис — пів склянки, ріпчаста цибуля — половина (можна взагалі не додавати, якщо ви не любитель цибулі), майонез — за смаком, сіль, перець — за смаком . Приготування салату відбувається наступним чином: огірок та цибулю перемиваємо, огірок також нарізаємо кубиками, цибулю нарізаємо дрібно. Зливаємо рідину з кукурудзи, можна вицідити воду на ситі. Поєднуємо всі інгредієнти в одній салатниці, до утвореної маси додаємо сіль, перець і майонез за смаком, потім ретельно перемішуємо.
Рецепт салату з крабовими паличками хоч і є сталим, проте досить часто до салату додають і інші інгредієнти, наприклад: нарізаний маленькими кубиками бекон, апельсини, селеру, голландський сир, моцарелу, креветки, горбушу.
Салат з крабовими палочками в розумних кількостях є дієтичним і добре засвоюваним, проте, поєднання продуктів в ньому, зазвичай, досить важке, а жирна заправка з майонезу ще більше ускладнює процес перетравлення, тому ним не рекомендується зловживати (https://www.tablycjakalorijnosti.com.ua/stravy/salat-z-krabovykh-palychok). Не викликає особливого навантаження[джерело?] на травну систему. Що стало важливим фактором[джерело?] розповсюдження салату в Україні. Хоча салат має і недоліки[які?], головним недоліком можна назвати невеликий термін зберігання, особливо поза холодним повітрям. Низький термін зберігання є характерним для салатів із вмістом майонезу.